# Citroën XM
La XM è un'autovettura di fascia alta prodotta dal 1989 al 2000 dalla casa automobilistica francese Citroën. Eletta Auto dell'anno 1990 per i suoi contributi in termini di design e innovazione tecnologica, è stata la prima automobile di serie al mondo a essere dotata di sospensioni idropneumatiche a controllo elettronico.

## Genesi e debutto
Nella seconda metà degli anni 80 prese il via il progetto Y30 finalizzato alla realizzazione dell'erede della CX, berlina di punta della Casa francese in commercio ormai da 10 anni.

Mentre le specifiche tecniche furono decise sin dall'inizio prevedendo una base tecnica comune con l'altra futura ammiraglia del gruppo Peugeot-Citroën, la 605, sul lato stilistico si preferì lasciare ampia libertà di movimento agli stilisti ma con istruzioni ben precise: si doveva disegnare una veloce e aerodinamica berlina, dal design riconoscibile e anticonformista, in piena filosofia Citroën.
Per lo sviluppo dello stile della futura ammiraglia vennero chiamati, oltre all'équipe del Centro Stile Citroën di Vélizy, anche altri tre esponenti del design automobilistico: lo Studio Innovazioni di Carrières-sous-Poissy, la carrozzeria Bertone di Grugliasco  e Marcello Gandini, arrivando alla presentazione di diverse proposte.
In una prima fase di sviluppo del progetto vennero prese in considerazione due proposte: quella del Centro Stile Citroën, disegnata da Daniel Abramson, e quella di Bertone, scaturita dalla matita di Marc Deschamps, mentre le altre due vennero scartate.

Nel 1985, dai due disegni di Abramson e Deschamps vennero realizzati due modelli statici che sarebbero stati vagliati anche da Xavier Karcher, presidente della Casa francese già dal 1979. Questi scelse alla fine la proposta di Bertone, scartando quella del Centro Stile Citroën: la ragione di tale decisione stava nel fatto che il modellino di Abramson era stilisticamente troppo vicino alla CX, dalla quale Karcher voleva distaccarsi in maniera decisa preferendo un design assolutamente innovativo in grado di traghettare stilisticamente la Casa francese negli anni 90 ormai prossimi ad arrivare.
Dopo i primi collaudi alla galleria del vento, che diedero come responso un Cx di 0.28, si passò alla realizzazione vera e propria.
Per quanto riguardava l'abitacolo, l'incarico fu assegnato a Bob Matthews, il cui progetto fu preferito ad altre tre proposte per la pulizia delle sue linee e per l'attenzione al comfort dei passeggeri posteriori, i quali potevano godere di ampi spazi e ampia visuale sia verso l'esterno che verso la parte anteriore della vettura.
Il primo prototipo venne approntato durante i primi mesi del 1987 a Vélizy (sempre su specifiche di Bertone) e alla fine dello stesso anno furono circa quaranta i prototipi marcianti da utilizzare per i test su strada.
Nel frattempo, allo stabilimento di Rennes in Bretagna, iniziava il programma di industrializzazione del prodotto, con la preparazione delle linee di produzione, ordinandone i macchinari necessari e controllando che non vi fossero problemi o difetti nel funzionamento degli stessi.

Nel giugno del 1988 venne realizzata una prima preserie di 22 esemplari, seguita da una seconda preserie di altri 42 esemplari, risalenti al mese di ottobre ed infine ad una terza preserie di 160 esemplari, approntata tra il dicembre 1988 ed il gennaio 1989. Scopo di tutti questi esemplari di preserie fu quello di essere impiegati per i test di resistenza e affidabilità su percorsi di circa 30 000 km.
La presentazione della XM è avvenuta all'Eurexpo di Lione il 23 maggio 1989, con un grande evento che ha visto la partecipazione di rappresentanti di 53 paesi, con un pubblico di 15 000 persone che hanno potuto osservare da vicino 1 000 esemplari esposti della nuova ammiraglia Citroën.

## Premio "Car of the Year 1990"
La XM è stata eletta Car of the Year 1990. Il sito internet ufficiale dell'organizzazione riporta i motivi principali che hanno portato all'attribuzione del premio: "Con i punteggi più alti da una larga maggioranza della giuria, la XM è stata la vincitrice indiscussa del premio. Un'aerodinamica vivace è stata combinata in questo caso con un design eccezionale; le linee di provenienza Bertone hanno conferito eleganza e classe al profilo a 2 volumi. Una nuova evoluzione del tema idropneumatico, le sospensioni Hydractive con controllo completamente variabile della flessibilità e dell'ammortizzazione hanno conferito il massimo comfort di guida".

## Design esterno
Lo stile della XM è una creazione della carrozzeria Bertone. Trattandosi, in particolare nelle motorizzazioni di punta, di una veloce berlina pensata soprattutto per i lunghi viaggi, è stata posta particolare attenzione all'aerodinamica, disegnando una carrozzeria a due volumi con un coefficiente Cx di appena 0,28. La particolarità della sua linea è l'assenza di curve, l'utilizzo di profili a spigolo soprattutto nella parte anteriore e una impostazione a due volumi con portellone posteriore, caratteristiche che la rendono più anticonformista rispetto ad altri modelli dello stesso periodo.
La vetratura fascia completamente la vettura, tanto che la XM possiede 12 vetri esterni.
Il frontale molto appuntito presenta gruppi ottici rettangolari e sottili che hanno caratterizzato il design di tutte le auto della Casa degli anni successivi. La fiancata presenta modanature orizzontali che vanno ad attraversare i due passaruota, impreziosendo così la fiancata stessa; una seconda linea di corda parte dalla fanaleria anteriore e segue le maniglie fino al portellone proseguendo sullo stesso come a cingere tutta la vettura. I passaruota posteriori, che non presentano più le classiche semicarenature caratteristiche delle precedenti Citroën dotate di sospensioni idropneumatiche, presentano un profilo rettilineo nella parte superiore dell'arco, che va a coprire parzialmente lo pneumatico.
La coda è caratterizzata da grossi gruppi ottici orizzontali posizionati in basso e da una fascia orizzontale brunita nella parte superiore che nasconde gli indicatori di direzione e le luci di retromarcia.

## Abitacolo e dotazione
L'abitacolo della XM è orientato al comfort e al benessere dei passeggeri.
La tappezzeria è in velluto su tutte le versioni, mentre il cuoio o l'
alcantara sono di serie nell'allestimento più completo o a richiesta negli altri allestimenti. Il rivestimento in moquette si estende, oltre al pianale, alla parte inferiore dei pannelli porta e come protezione nella parte inferiore dei sedili anteriori.

Gli allestimenti più ricchi presentano inserti in vera radica nella plancia, nei pannelli porta e nel tunnel centrale, sostituiti nel 1998 da inserti in materiale sintetico che imita il legno naturale.
Lo spazio a bordo è ampio, maggiore rispetto alla CX che va a sostituire, grazie a un passo tra i più lunghi della categoria nonché attraverso l'aumento dell'altezza interna.
I sedili anteriori, dalla conformazione anatomica, consentono una posizione comoda e sono dotati di regolazione elettrica nelle versioni di punta. Il divano posteriore è completamente abbattibile, anche in modalità frazionata 2/3 e con cinture di sicurezza dotate di avvolgitore anche per il posto centrale.
Il tunnel centrale, molto ampio grazie all'assenza della leva del freno a mano, ospita il bracciolo e alcuni comandi tra cui quelli per la gestione delle sospensioni. Il bracciolo ospita all'interno un vano portaoggetti e, nelle versioni di punta, è dotato di regolazione elettrica.
L'impianto di climatizzazione, a gestione elettronica (con interfaccia digitale a pulsanti sulle versioni di punta), prevede anche delle bocchette frontali per i passeggeri posteriori.

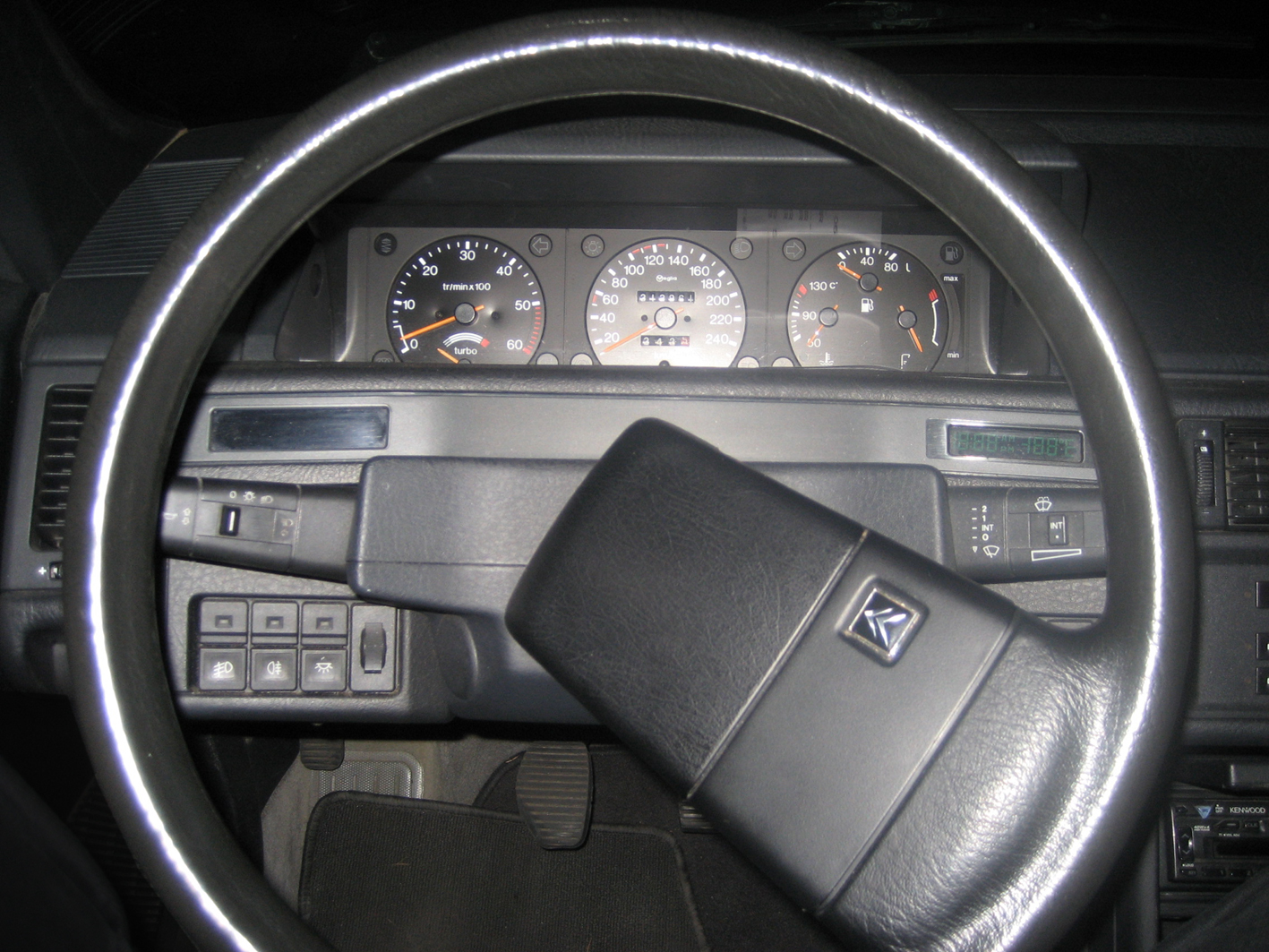
Il cockpit di una XM (senza autoradio di serie)

La plancia della XM ricorda un po' il tema della Renault 25 ma con una linea generale più semplice e pulita; il volante, rigorosamente monorazza come da tradizione, negli esemplari con autoradio di serie incorpora anche i relativi comandi. La strumentazione è costituita da un cruscotto di tipo tradizionale a tre elementi circolari (tachimetro, contagiri e uno strumento circolare contenente gli indicatori di temperatura acqua, livello olio motore e livello carburante).
Caratteristica notevole per l'epoca è la presenza di un computer di bordo con display LCD che indica i consumi di carburante e l'autonomia residua e di un secondo display in grado di visualizzare messaggi di testo relativi ad anomalie o dimenticanze, come per esempio una porta non perfettamente chiusa, la mancanza del liquido tergicristalli, il livello insufficiente del liquido di raffreddamento e altri messaggi informativi.
Il bagagliaio è ampio e di forma regolare, con chiusura a filo con il paraurti e con un grande portellone che permette un agevole stivaggio dei bagagli. Inoltre, è presente un divisorio in vetro tra bagagliaio e abitacolo, che isola i passeggeri dall'ambiente esterno quando è necessario aprire il portellone.
La XM mantiene tutte le caratteristiche tipiche delle grandi ammiraglie francesi, ovvero qualità stradali e comfort rilevanti ancor oggi.

## Sospensione Idrattiva
Novità tecnica mondiale, la sospensione Hydractive (Idrattiva in Italia) introdotta con la XM è un'evoluzione del sistema di sospensioni idropneumatiche utilizzato fino a quel momento sulle Citroën di gamma media e alta.

Questo sistema, presente su tutte le XM con livello di allestimento medio e alto, introduce un più alto livello di performance rispetto alle sospensioni idropneumatiche convenzionali, attraverso l'ausilio di un calcolatore elettronico che ne governa il funzionamento, regolando in modo automatico l'elasticità e il livello di smorzamento delle sospensioni adattandole alle condizioni di guida e di assetto della vettura.

Le sospensioni a controllo elettronico della XM permettono quindi di godere di un assetto confortevole durante la guida normale, ma garantendo un adeguato livello di sicurezza anche durante una guida sportiva o nel caso di manovre improvvise che richiedono un assetto rigido.
Il calcolatore che sovrintende al funzionamento del sistema fa uso di sensori posizionati in diversi punti chiave dell'autovettura, per rilevare le condizioni di guida e di assetto della vettura e intervenire in modo tempestivo.

Il tempo in cui la sospensione modifica automaticamente i propri parametri di elasticità e smorzamento è di 5 centesimi di secondo, conferendo un corretto ed equilibrato assetto di guida senza che l'intervento venga percepito dal guidatore. Grazie a questa caratteristica la XM segna un punto di riferimento nello sviluppo e nell'evoluzione del concetto di sospensioni.
Il sistema Idrattiva negli esemplari del primo periodo di produzione ha incontrato alcuni problemi di affidabilità, principalmente per alcuni guasti causati dalla scarsa qualità dei connettori elettrici, il che comportava un irrigidimento delle sospensioni con riduzione del livello di comfort per i passeggeri.

Nel corso degli anni il sistema è stato sottoposto a diversi aggiornamenti e miglioramenti.
Hydractive II è una versione aggiornata della sospensione Idrattiva, introdotta da Citroën negli esemplari di XM prodotti a partire dal febbraio 1993 per migliorarne il livello di affidabilità e la funzionalità complessiva, composta da nuovi regolatori idraulici di rigidezza, nuova centralina elettronica e una nuova logica di funzionamento.

## Caratteristiche tecniche
La XM presenta un'architettura meccanica con motore anteriore in posizione trasversale e trazione anteriore ed è stata progettata su un pianale completamente nuovo, adottato con alcune variazioni anche dall'altra ammiraglia del Gruppo PSA, la Peugeot 605. Tuttavia è nella XM che tale pianale annovera caratteristiche tecniche più interessanti, cioè il sistema di sospensioni idropneumatiche (a controllo elettronico nelle versioni di punta).
La scocca della XM è interamente in acciaio, con zone studiate per l'assorbimento degli urti. Inizialmente, quando ancora in fase di progetto, era stata approntata una struttura tubolare, poi accantonata per i più alti costi che avrebbe comportato.

Realizzata avvalendosi del metodo degli elementi finiti e della progettazione assistita mediante CAD, la scocca della XM vanta una rigidezza torsionale pari a 1.3 millirad su 1000 Nm di momento torcente applicato.

La scocca è stata sottoposta a un rigoroso trattamento antiruggine, utilizzando svariate tecniche, dalla galvanizzazione all'elettrozincatura, al bagno in fosfato di zinco. Fanno eccezione i paraurti, la calandra e l'eventuale spoiler, realizzati in plastica.

### Sospensioni, sterzo e freni
La XM è dotata di un complesso impianto idraulico che gestisce simultaneamente le sospensioni, l'idroguida e i freni. La pressione è generata da una pompa azionata dal motore.
Su tutte le versioni sono presenti sospensioni idropneumatiche autolivellanti in grado di mantenere costante l'altezza da terra della vettura indipendentemente dal carico.

In luogo di molle e ammortizzatori sono presenti un cilindro idraulico per ogni ruota, ognuno collegato a una sfera idropneumatica che svolge contemporaneamente le funzioni di molla e di ammortizzatore.

Sul tunnel centrale nell'abitacolo è presente un cursore a 4 posizioni con il quale il guidatore, in caso di particolari e specifiche esigenze, può regolare l'altezza della vettura in 3 posizioni diverse oltre a quella di marcia.

A partire dal restyling del luglio 1994 è stato introdotto, gradualmente per le diverse motorizzazioni, il sistema SC-MAC che mantiene la vettura in altezza di marcia anche per diversi giorni dopo aver arrestato il motore.

Per quanto riguarda le geometrie adottate è presente all'avantreno uno schema MacPherson e al retrotreno uno schema a bracci longitudinali trainanti, con barra antirollio sia all'avantreno che al retrotreno. La particolare geometria delle sospensioni posteriori conferisce una notevole riduzione del beccheggio in frenata limitando l'innalzamento della parte posteriore della vettura.

Le versioni di punta montano la sospensione idropneumatica a controllo elettronico Hydractive.
Un difetto noto relativo alle sospensioni della XM riguarda i supporti dei cilindri idraulici anteriori, soggetti a rotture improvvise che possono provocare la fuoriuscita degli steli dal cofano motore. Per tale motivo su questo modello viene presa in considerazione la riparazione preventiva degli stessi dopo un certo numero di anni o quando iniziano a presentare visivamente segni di cedimento.
I freni sono a disco sulle quattro ruote e quelli anteriori autoventilanti.

L'impianto frenante non prevede la classica pompa azionata dal pedale, quest'ultimo agisce su un dosatore di pressione collegato all'impianto idraulico della vettura, permettendo di effettuare anche le frenate più impegnative senza alcuno sforzo da parte del conducente.

Per quanto riguarda la pressione inviata ai freni posteriori l'impianto non adotta alcun correttore di frenata in quanto utilizza la pressione idraulica delle sospensioni posteriori, quindi applica una forza frenante direttamente proporzionale al carico sull'asse posteriore.
Lo sterzo è a pignone e cremagliera con servoassistenza idraulica e utilizza la pressione dell'olio fornita dall'impianto idraulico della vettura.

Su alcune versioni è presente una servoassistenza variabile in funzione della velocità, denominata DIRAVI, con funzione di ritorno automatico del volante in posizione centrale.

### Versioni e motorizzazioni

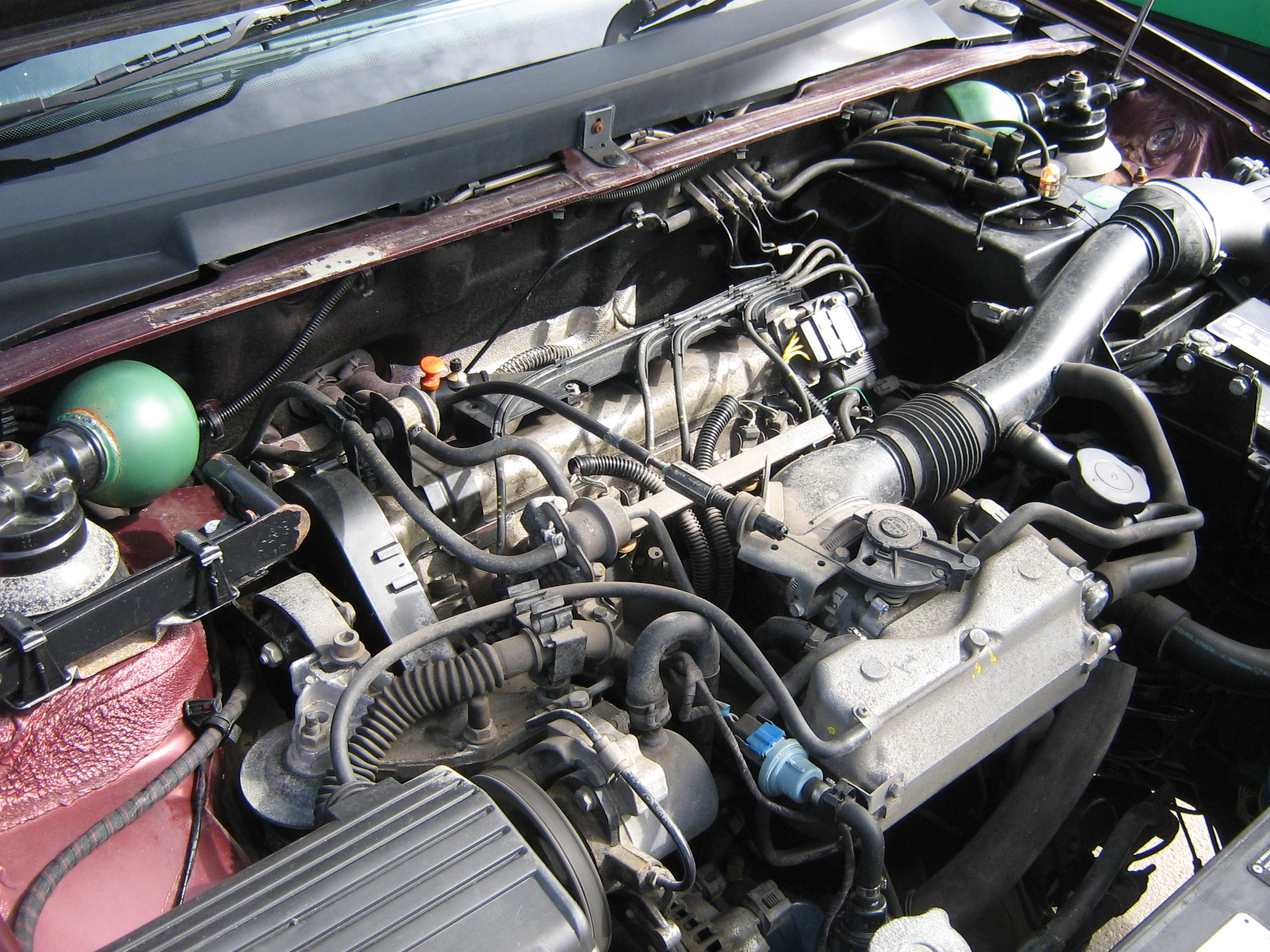
Il vano motore di una XM 2.0i del 1990: si notino le sfere anteriori della sospensione idropneumatica

La XM presenta motorizzazioni a benzina con cilindrate di 2 e 3 litri, e a gasolio con cilindrate di 2,1 e 2,5 litri.
I motori a benzina da 2 litri e 4 cilindri appartengono alla famiglia XU10 da 1998 cm³ e presentano monoblocco in ghisa, testa in lega leggera di alluminio, distribuzione a 2 o 4 valvole per cilindro con, rispettivamente, uno o due alberi a camme in testa comandati da cinghia dentata.
- XM 2.0: versione di accesso, disponibile solo in alcuni mercati, presenta un motore da 2 litri con alimentazione a carburatore.
- XM Injection: il motore da 2 litri adotta l'alimentazione a iniezione elettronica.
- XM Turbo CT: la sigla CT sta per constant torque, cioè coppia costante, lanciata nel 1992, adotta una versione del motore XU10J2 alimentato a iniezione elettronica multipoint e sovralimentato mediante turbocompressore Garrett. Novità assoluta in casa Citroën, questo motore è caratterizzato dal controllo elettronico della pressione di sovralimentazione. Questo sistema, sviluppato insieme a Bosch e adottato fino a quel periodo soltanto da alcune case automobilistiche, come Saab con il proprio sistema Saab APC poi denominato Saab Trionic, ha permesso l'utilizzo di un turbocompressore di ridotte dimensioni che riduce il fenomeno del turbo-lag e conferisce al motore della XM Turbo CT un'elevata coppia motrice disponibile ai bassi regimi.
- XM 16v: lanciata a metà 1994 con la seconda serie della XM, il motore da 2 litri con alimentazione a iniezione elettronica presenta distribuzione bialbero e 4 valvole per cilindro.

I motori a benzina V6 appartengono a due diverse famiglie di propulsori, entrambe con monoblocco in lega leggera di alluminio. Il motori della famiglia PRV presentano un'architettura con angolo di 90° tra le bancate, mentre i motori della famiglia ES presentano un angolo di 60° tra le bancate.
- XM V6: è equipaggiata fino al 1997 con un V6 PRV da 3 litri alimentato a iniezione elettronica e con teste a 2 valvole per cilindro, mentre dal 1997 è spinta da un motore 2,9 litri della famiglia ES con teste a 4 valvole per cilindro e 190 CV di potenza massima.
- XM V6.24: disponibile dal 1991 al 1996, adotta una variante del motore PRV con teste a 4 valvole per cilindro ed eroga 200 CV di potenza massima.

Le motorizzazioni a gasolio sono dotate di alimentazione a iniezione indiretta e presentano l'inconsueta, per l'epoca, distribuzione a 3 valvole per cilindro.
- XM D12: disponibile solo in alcuni mercati, presenta un motore da 2,1 litri della famiglia XUD11 con alimentazione ad aspirazione naturale.
- XM turbo D12: variante del motore da 2,1 litri con sovralimentazione mediante turbocompressore, intercooler aria/aria e 109 CV di potenza massima.
- XM 2.5 Turbo D: lanciata a metà 1994 con la seconda serie della XM, è equipaggiata con un motore a gasolio da 2,5 litri della famiglia DK5ATE alimentato a iniezione meccanica con controllo elettronico e sovralimentato mediante turbocompressore, intercooler aria/acqua e potenza massima di 129 CV.

La XM era fornita con cambio manuale a 5 marce, ma a richiesta era possibile avere un cambio automatico a 4 rapporti. Si tratta dello stesso cambio utilizzato anche da altre vetture concorrenti come la Saab 9000, la Fiat Croma, la Lancia Thema e l'Alfa 164.

## Evoluzione

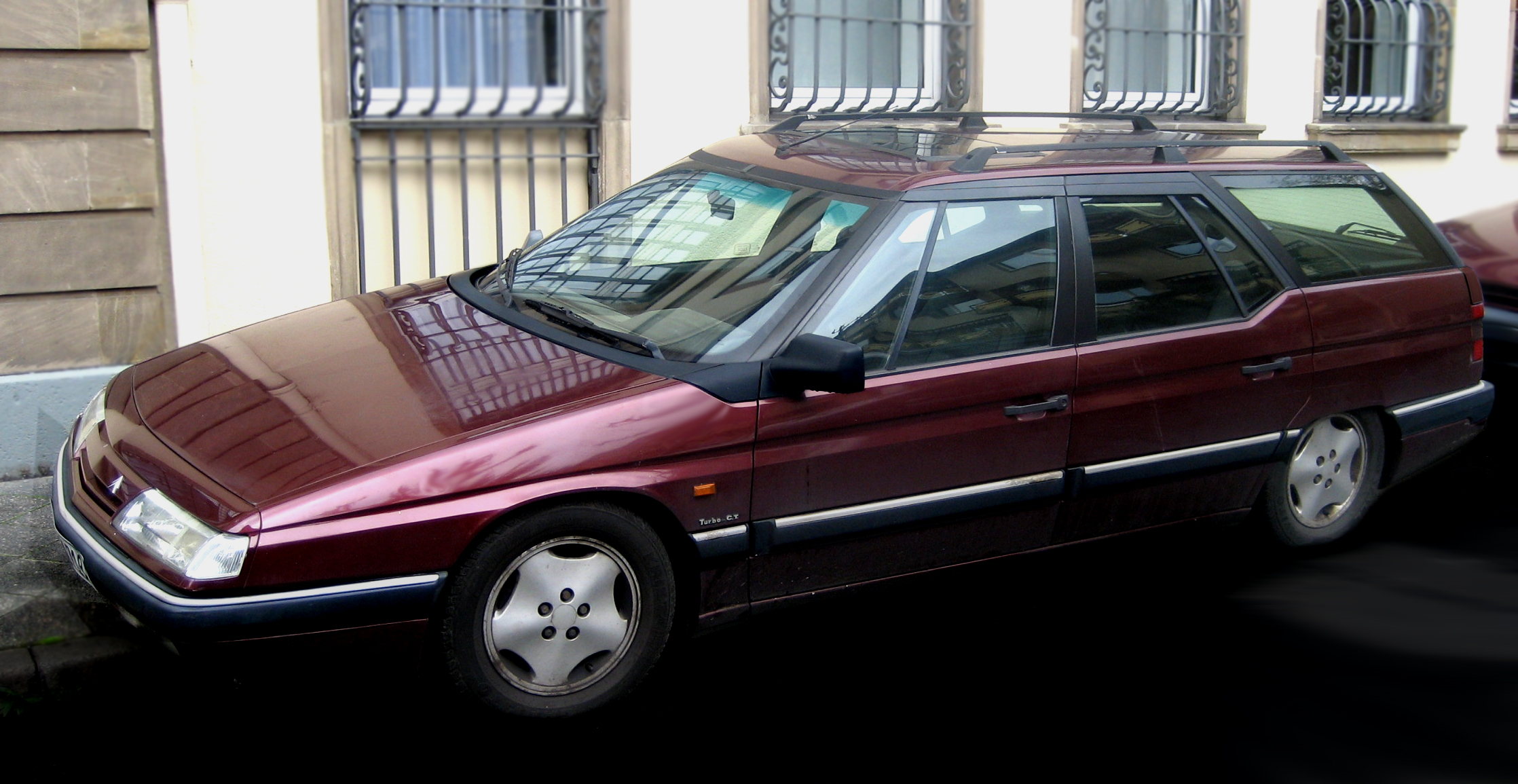
Una XM Break

La commercializzazione della XM è avvenuta inizialmente solo in Francia e in pochi altri Paesi europei: le vendite in Italia sono cominciate solo a partire dal mese di novembre. Gli allestimenti disponibili al momento del lancio sono due: normale e Pack, quest'ultimo comprendente nella dotazione supplementare i cerchi in lega, l'ABS e gli interni in cuoio.

Nel 1990 la gamma si è ampliata con l'arrivo della V6.24 e nel mese di ottobre sono state introdotte le versioni a gasolio D12 e turbo D12.

Alla fine del 1989, per la bontà globale del progetto, la XM viene eletta Auto dell'anno per il 1990.

Nel 1991, al Salone di Francoforte, è stata presentata anche la XM Break, ossia la versione station wagon, che grazie ai suoi quasi 5 metri di lunghezza era la più grande tra le familiari in produzione in quel periodo. Le motorizzazioni previste per la grossa giardinetta sono le stesse della berlina, con l'eccezione del 2.0 a carburatore.

Durante i primi due anni di produzione e nonostante il suo prezzo di partenza fosse ben più alto della sua progenitrice la XM ha ottenuto buoni risultati in termini di vendite, con oltre 130.000 esemplari venduti, ma presto il trend si è invertito bruscamente a causa del manifestarsi di precoci e gravi difetti che, evidenziati dalla stampa automobilistica, gettarono molte ombre sull'immagine del modello.

Nel 1992 un consistente aggiornamento alla gamma ha portato all'eliminazione dei modelli a benzina sprovvisti di marmitta catalitica, mentre le versioni a gasolio sono state dotate di valvola EGR. Le versioni con motore 2 litri sono sostituite da un unico modello, la Turbo CT. Il volante monorazza, simbolo della produzione Citroën da oltre quarant'anni, viene sostituito da un modello birazza orizzontale. Gli allestimenti previsti sono cinque: Detente, Sensation, Ambiance, Ambiance Vip ed EXCLUSIVE.

Sugli esemplari prodotti a partire dal febbraio 1993 è stata introdotta la sospensione Hydractive II.

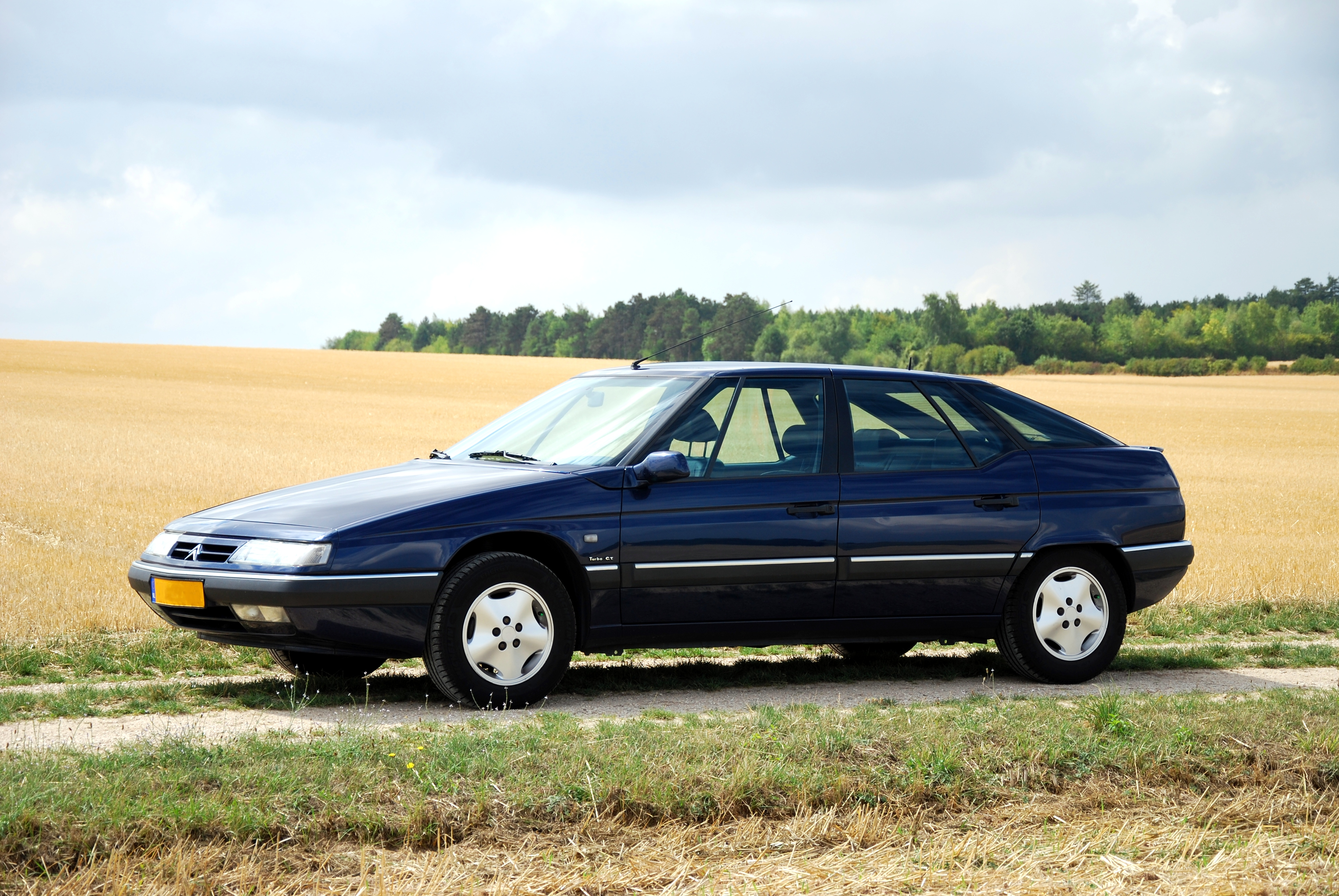
Una XM dopo il restyling del 1994

Nel luglio 1994 viene lanciata la XM seconda serie, che porta con sé un restyling interno ed esterno e diversi aggiornamenti tecnici, con il codice modello che cambia da Y3 a Y4. Nel frontale il logo della Casa viene spostato al centro della mascherina, la sigla modello diventa "Xm" cioè non è più in stampatello ma in corsivo e con la seconda lettera minuscola, i paraurti presentano una forma più pronunciata, nuovi specchietti retrovisori e in coda viene montato uno spoiler a filo della carrozzeria in luogo del precedente spoiler alto. Internamente, compare un cruscotto completamente nuovo, somigliante a quello della Xantia, nuovi pannelli porta e viene abbandonato il volante a due razze sostituito da un comando a 4 razze dotato di airbag.

Il restyling fu anche l'occasione per eliminare molti difetti: si parla infatti di XM "seconda serie" o "phase 2". Inizialmente infatti l'auto, così come la Peugeot 605 con la quale condivide tutta la componentistica, fu realizzata facendo economia su alcuni componenti critici: è per esempio il caso di molti connettori elettrici che, dopo poco tempo, tendevano a ossidarsi mandando in avaria i sistemi elettronici della vettura, compreso quello che gestiva le sospensioni Idrattiva.

Per quanto riguarda la gamma si ha l'introduzione della 16v e della 2.5 Turbo D, mentre la D12 esce dal listino. Il motore della V6.24 viene sottoposto ad alcuni aggiornamenti meccanici. Aggiornamenti tecnici riguardano anche il motore della Turbo CT il cui codice motore cambia da RGY a RGX e, tra le modifiche ricevute, vede l'adozione di nuovi pistoni e un incremento di potenza da 141 a 147 CV. I livelli di allestimento disponibili sono tre: SX, VSX ed EXCLUSIVE.

Le nuove 2.5 Turbo D e 16v, e successivamente anche le altre motorizzazioni, introducono il sistema SC-MAC contestualmente a una nuova pompa idraulica denominata "6+2".

Nel 1997 le due versioni da 3 litri vengono sostituite da un'unica versione, la V6, dotata di un nuovo propulsore 2,9 litri con distribuzione a 24 valvole e appartenente alla famiglia ES.
L'uscita di produzione della XM viene decretata nel novembre del 2000, dopo aver totalizzato poco più di 330 000 esemplari in undici anni. Nel gennaio del 2001 viene messa in commercio la C5 che, ponendosi per dimensioni tra la XM e la Xantia, non va a ricoprire appieno il ruolo di ammiraglia della Casa francese. Di fatto, la fine della XM ha lasciato la Casa francese completamente priva di una vettura nel segmento ammiraglie per quasi 5 anni: nell'autunno del 2005 vi è infatti il lancio della sua erede diretta, la Citroën C6.
Sebbene la vettura viene spesso associata ai problemi di affidabilità incontrati durante la sua vita commerciale, oggi, grazie al design originale e alle innovazioni tecniche che ha portato nel settore automobilistico, la XM è oggetto delle attenzioni di molti appassionati e collezionisti di vetture storiche.

## Riepilogo caratteristiche
Di seguito vengono riepilogate le caratteristiche delle varie versioni costituenti la gamma XM. I prezzi riportati sono in migliaia di lire e si riferiscono al livello di allestimento più economico ed al momento del debutto nel mercato italiano (che può differire da quello previsto per il mercato francese):
| Modello                                                                                       | Carrozzeria        | Motore             | Cilindrata cm³     | Alimentazione                                  | Potenza CV/rpm     | Coppia Nm/rpm      | Massa a vuoto (kg) | Velocità max       | Acceler. 0–100 km/h | Consumo (l/100 km) | Anni di produzione | Prezzo al debutto (lire x 1000) |
| Versioni a benzina                                                                            | Versioni a benzina | Versioni a benzina | Versioni a benzina | Versioni a benzina                             | Versioni a benzina | Versioni a benzina | Versioni a benzina | Versioni a benzina | Versioni a benzina  | Versioni a benzina | Versioni a benzina | Versioni a benzina              |
| --------------------------------------------------------------------------------------------- | ------------------ | ------------------ | ------------------ | ---------------------------------------------- | ------------------ | ------------------ | ------------------ | ------------------ | ------------------- | ------------------ | ------------------ | ------------------------------- |
| XM 2.01                                                                                       | berlina            | XU10 2C            | 1998               | Carburatore                                    | 115/5800           | 168/2250           | 1.280              | 193                | 12"2                | 8,3                | 1989-1992          | -                               |
| XM 2.01                                                                                       | berlina            | XU10 2C            | 1998               | Carburatore (cat)                              | 107/5600           | 164/2250           | 1.310              | 190                | 12"4                | 9,3                | 1989-1992          | -                               |
| XM Injection                                                                                  | berlina            | XU10M              | 1998               | Iniezione elettronica                          | 128/5600           | 175/4800           | 1.310              | 205                | 11"5                | 8,6                | 1989-1992          | 32.817                          |
| XM Injection                                                                                  | Break1             | XU10M              | 1998               | Iniezione elettronica                          | 128/5600           | 175/4800           | 1.380              | 196                | 12"9                | 8,9                | 1991-1992          | -                               |
| XM Injection                                                                                  | berlina            | XU10 J2C           | 1998               | Iniezione elettronica (cat)                    | 121/5600           | 170/4000           | 1.310              | 201                | 11"9                | 9,7                | 1989-1992          | 34.374                          |
| XM Injection                                                                                  | Break              | XU10 J2C           | 1998               | Iniezione elettronica (cat)                    | 121/5600           | 170/4000           | 1.380              | 192                | 13"3                | 9,6                | 1991-1992          | 41.529                          |
| XM Turbo CT                                                                                   | berlina            | XU10J2TE (RGY)     | 1998               | Iniezione elettronica (cat) + turbocompressore | 141/4400           | 225/2200           | 1.400              | 212                | 9"8                 | 9,6                | 1992-1994          | 38.900                          |
| XM Turbo CT                                                                                   | Break              | XU10J2TE (RGY)     | 1998               | Iniezione elettronica (cat) + turbocompressore | 141/4400           | 225/2200           | 1.500              | 202                | 11"                 | 9,7                | 1992-1994          | 38.900                          |
| XM Turbo CT                                                                                   | berlina            | XU10J2TE (RGX)     | 1998               | Iniezione elettronica (cat) + turbocompressore | 147/5300           | 235/2500           | 1.415              | 215                | 9"3                 | 9,6                | 1994-1999          | 48.900                          |
| XM Turbo CT                                                                                   | Break              | XU10J2TE (RGX)     | 1998               | Iniezione elettronica (cat) + turbocompressore | 147/5300           | 235/2500           | 1.482              | 204                | 10"5                | 9,7                | 1994-1999          | 51.400                          |
| XM 16v                                                                                        | berlina            | XU10 J4R           | 1998               | Iniezione elettronica (cat)                    | 132/5500           | 180/4200           | 1.395              | 205                | 10"8                | 8,7                | 1994-2000          | 45.500                          |
| XM 16v                                                                                        | Break1             | XU10 J4R           | 1998               | Iniezione elettronica (cat)                    | 132/5500           | 180/4200           | 1.467              | 198                | 11"8                | 8,8                | 1994-2000          | -                               |
| XM V6                                                                                         | berlina            | ZPJ                | 2975               | Iniezione elettronica (cat)                    | 167/5600           | 235/4600           | 1.420              | 222                | 9"7                 | 10,8               | 1989-1997          | 50.872                          |
| XM V6                                                                                         | Break              | ZPJ                | 2975               | Iniezione elettronica (cat)                    | 167/5600           | 235/4600           | 1.505              | 217                | 10"9                | 11                 | 1991-1997²         | 64.617                          |
| XM V6.24                                                                                      | berlina            | ZPJ4               | 2975               | Iniezione elettronica (cat)                    | 200/6000           | 260/3600           | 1.475              | 235                | 8"6                 | 11,4               | 1989-1994          | 65.000                          |
| XM V6.24                                                                                      | berlina            | ZPJ4               | 2963               | Iniezione elettronica (cat)                    | 200/6000           | 260/3600           | 1.490              | 235                | 8"6                 | 11,4               | 1994-1996          | 75.600                          |
| XM V6                                                                                         | berlina            | ES9J4              | 2946               | Iniezione elettronica (cat)                    | 190/5500           | 267/4000           | 1.550              | 233                | 8"4                 | 10,9               | 1997-2000          | 74.821                          |
| XM V6                                                                                         | Break1             | ES9J4              | 2946               | Iniezione elettronica (cat)                    | 190/5500           | 267/4000           | 1.655              | 225                | 8"8                 | 10,9               | 1997-1999          | -                               |
| Versioni a gasolio                                                                            |                    |                    |                    |                                                |                    |                    |                    |                    |                     |                    |                    |                                 |
| XM D121                                                                                       | berlina            | XUD11A             | 2138               | Diesel aspirato iniezione indiretta            | 82/4600            | 145/2000           | 1.305              | 176                | 17"6                | 6,6                | 1989-1994          | -                               |
| XM D121                                                                                       | Break              | XUD11A             | 2138               | Diesel aspirato iniezione indiretta            | 82/4600            | 145/2000           | 1.380              | 168                | 19"                 | 6,7                | 1991-1994          | -                               |
| XM turbo D12                                                                                  | berlina            | XUD11 ATE          | 2088               | Turbodiesel iniezione indiretta                | 109/4300           | 245/2000           | 1.380              | 192                | 12"4                | 6,6                | 1989-1999          | 34.900                          |
| XM turbo D12                                                                                  | Break              | XUD11 ATE          | 2088               | Turbodiesel iniezione indiretta                | 109/4300           | 245/2000           | 1.455              | 184                | 14"2                | 6,5                | 1991-1999          | 43.101                          |
| XM 2.5 Turbo D                                                                                | berlina            | DK5ATE/L           | 2446               | Turbodiesel iniezione indiretta                | 129/4300           | 285/2000           | 1.585              | 201                | 12"1                | 7                  | 1994-2000          | 53.500                          |
| XM 2.5 Turbo D                                                                                | Break              | DK5ATE/L           | 2446               | Turbodiesel iniezione indiretta                | 129/4300           | 285/2000           | 1.639              | 192                | 13"1                | 7,1                | 1994-1999          | 56.000                          |
| Note: 1Non prevista per il mercato italiano ²Nel mercato italiano a partire dal dicembre 1992 |                    |                    |                    |                                                |                    |                    |                    |                    |                     |                    |                    |                                 |